# Кметство
Кметство је назив за друштвено-економски однос између племића и њима подложних сељака — званих кметови — у феудалном друштвено-економском систему. То је било стање дужничког ропства и ропства по уговору са сличностима и разликама у односу на ропство, које се развило током касне антике и раног средњег века у Европи и трајало је у неким земљама до средине 19. века. Кметство у својој суштини представља вазални однос потлачене класе према феудалцима — властелинима — који могу представљати различите категорије племића од највиших (цар, краљ) до најнижих (барон, витез и сл).
Најважнија карактеристика кметства јесте у томе да су кметови везани уз земљу на којој обављају присилни рад у корист властелина, најчешће обављајући пољопривредне радове и друге послове које властелин сматра „нечистим” и недостојним. Кметови осим тога могу бити подвргнути низу додатних обавеза од којих је можда најпознатија ius primae noctis. Везаност кметова за земљиште се одражавала и уз чињеницу да они нису смели напустити феудално имање свог господара. Феудални господар је, с друге стране, имао обавезу штитити кметове од напада разбојника, те пресуђивати у њиховим међусобним споровима. Кмет је такође, за разлику од робова имао право на одређену накнаду за свој рад, најчешће у облику удела у уроду, као и право да с њим располаже на слободном тржишту.
С временом, поготово с развојем робно-новчане привреде и капитализма, кметске обавезе су се почеле трансформисати, односно гасити, па је тако обавеза присилног рада с временом замењена финансијским давањима, односно сложеним системом најамног рада. Кметски односи су се формално угасили у већини држава данашњег света. На простору бивше Југославије се то догодило 1918. године укидањем феудалних односа у Босни и Херцеговини. У Кнежевини и Краљевини Србији назив „кмет” се употребљавао у сасвим другачијем значењу. Кмет је био угледнији сељак биран или постављан у општини да суди спорове међу сељацима. Имао је улогу судије или поротника тј. судског органа општине. У Краљевини СХС и Југославији постојала је дужност „кмета правника” који је био носилац судске општинске власти. Општински (мјесни) судови су били посебни судови за грађанске спорове. Ова дужност је укинута ступањем на снагу Закона о градским општинама из 1934. године.
Смањење заступљености кметства у Западној Европи понекад се приписује широко распрострањеној епидемији куге црне смрти, која је стигла у Европу 1347. године и изазвала масовне смртне случајеве, узнемирујући друштвено уређење. Насупрот томе, кметство је ојачало у Централној и Источној Европи, где је раније било мање уобичајено (овај појава је била позната као „касније кметство”).
У источној Европи, институција је опстала до средине 19. века. У Аустријском царству, кметство је укинуто Патентом о кметству из 1781; Кулук је наставио да постоји до 1848. У Русији је 1861. укинуто кметство. Пруска је прогласила кметство неприхватљивим у својим Општим државним законима за пруске државе 1792. и коначно га је укинула октобра 1807. године, након Пруског реформског покрета. У Финској, Норвешкој и Шведској феудализам никада није био потпуно успостављен, а кметство није постојало; у Данској, институције налик кметству су постојале у stavn (stavnsbånd, од 1733. до 1788.) и у њеном вазалном Исланду (рестриктивнији вистарбанд, од 1490. до 1894).
Према историчару медиевисти Џозефу Р. Страјеру, концепт феудализма се такође може применити на друштва древне Персије, древне Месопотамије, Египта (од шесте до дванаесте династије), северне и централне Индије под исламском владавином, Кине (династија Џоу и крај династије Хан) и Јапан за време шогуната. Ву Та-кун је тврдио да су Шанг-Џоу фенгђен била сродна имања, сасвим различита од феудализма. Џејмс Ли и Камерон Кембел описују кинеску династију Ћинг (1644–1912) која је такође задржала облик кметства.
Мелвин Голдштајн је описао да је Тибет имао кметство до 1959. године, али други научници оспоравају да ли је тибетански облик сељачког закупа који је квалификован као кметство био широко распрострањен. Бутан је описао Таши Вангчук, бутански државни службеник, као да је званично укинуо кметство до 1959. године, али он верује да је мање од или око 10% сиромашних сељака било у ситуацији ауторског власништва.
Допунска конвенција Уједињених нација о укидању ропства из 1956. такође забрањује кметство као праксу сличну ропству.

## Историја
Друштвене установе сличне кметству биле су познате у античко доба. Статус хелота у древном грчком граду-држави Спарти личио је на статус средњовековних кметова. До 3. века нове ере, Римско царство се суочило са недостатком радне снаге. Велики римски земљопоседници су се све више ослањали на римске слободњаке, који су радили као фармери закупци, уместо на робове за обезбеђивање радне снаге.
Ови фармери закупци, на крају познати као колони, видели су да њихово стање стално нарушава. Пошто је порески систем који је применио Диоклецијан одмеравао порезе и на основу земље и на основу становника те земље, постало је административно неподесно да сељаци напуштају земљу на којој су били пописани у попису.
Средњовековно кметство је почето распадом Каролиншког царства око 10. века. У овом периоду моћни феудалци су подстицали успостављање кметства као извора земљорадничке радне снаге. Кметство је, заиста, било институција која је одражавала прилично уобичајену праксу у којој су велики земљопоседници били уверавани да други раде да би их прехранили и да су притом били потлачени, правно и економски, док су то чинили.
Овакав аранжман је обезбедио већину пољопривредне радне снаге током средњег века. Ропство је опстало све до средњег века, али је било ретко.